# Scotopteryx zoroaster
Scotopteryx zoroaster är en fjärilsart som beskrevs av Edward P. Wiltshire 1949. Scotopteryx zoroaster ingår i släktet backmätare, och familjen mätare. Inga underarter finns listade.